# Equipe mista
Equipes mistas entre mais de uma nacionalidade existiram no início dos Jogos Olímpicos da era moderna, quando o atual conceito de atletas defendendo sua nação não se fazia obrigatoriamente necessário. Assim, equipas mistas representavam diferentes nações. O Comitê Olímpico Internacional considera os resultados obtidos por essas equipes mistas, utilizando-se do código ZZX. Ao todo as equipes combinadas conquistaram 17 medalhas entre os Jogos de 1896 em Atenas e os Jogos de 1906, também em Atenas.

## Medalhas por equipes combinadas
| Ordem | País                                            | Medalha de ouro | Medalha de prata | Medalha de bronze |   |
| ----- | ----------------------------------------------- | --------------- | ---------------- | ----------------- | - |
| 1     | FRA França GBR Grã-Bretanha                     | 2               | 1                | 1                 | 4 |
| 2     | AUS Austrália GBR Grã-Bretanha                  | 1               | 0                | 1                 | 2 |
| 2     | GBR Grã-Bretanha USA Estados Unidos             | 1               | 0                | 1                 | 2 |
| 4     | CUB Cuba USA Estados Unidos                     | 1               | 0                | 0                 | 1 |
| 4     | DEN Dinamarca SWE Suécia                        | 1               | 0                | 0                 | 1 |
| 4     | FRA França NED Países Baixos                    | 1               | 0                | 0                 | 1 |
| 4     | GER Alemanha GBR Grã-Bretanha                   | 1               | 0                | 0                 | 1 |
| 8     | FRA França USA Estados Unidos                   | 0               | 2                | 0                 | 2 |
| 9     | EGY Egito GRE Grécia                            | 0               | 1                | 0                 | 1 |
| 9     | GBR Grã-Bretanha ESP Espanha USA Estados Unidos | 0               | 1                | 0                 | 1 |
| 11    | BOH Boêmia GBR Grã-Bretanha                     | 0               | 0                | 1                 | 1 |

## Medalhas por esporte
| Modalidade | Modalidade     | Ouro | Prata | Bronze | Total |
|            | Vela           | 2    | 0     | 0      | 2     |
|            | Tênis          | 1    | 3     | 3      | 7     |
|            | Pólo           | 1    | 1     | 1      | 3     |
|            | Atletismo      | 1    | 1     | 0      | 2     |
|            | Remo           | 1    | 0     | 0      | 1     |
|            | Cabo de guerra | 1    | 0     | 0      | 1     |
|            | Esgrima        | 1    | 0     | 0      | 1     |